# 葉貫磨哉
葉貫 磨哉（はぬき まさい、1931年8月4日 - 2000年11月2日）は、日本の歴史学者、博士。駒澤大学教授、板橋区史編纂委員・調査会古代・中世部会長などを歴任。福島県出身。

## 来歴
安達郡本宮町（現：本宮市）坊屋敷の石雲寺で、葉貫勇山とタケの次男（男2人女2人の4人兄弟の3番目）として誕生。福島県立安達高等学校（ラグビー部に所属）、1955年に駒澤大学文学部地理歴史学科卒業。恩師に岩井大慧、丸山二郎、藤井秀雄。「駒澤大学史学会」設立に尽力。1956年9月、駒澤大学文学部助手。1957年4月、同講師兼助手。1958年、日本仏教史研究会発起人の一人として尽力。1960年4月、法政大学大学院日本史学専攻修士課程（夜学）に入学。1961年4月から1966年3月まで東京都立富士高等学校非常勤講師。その間に永平寺に入山し得度。1963年3月、法政大学大学院日本史学専攻修士課程修了。1965年4月、駒澤大学文学部専任講師および東京都立一橋高等学校非常勤講師（1969年3月まで）。1968年10月、東京大学史料編纂所玉村竹二教授と共に平林寺に初めて拝登。のち19年にわたり平林寺史の編纂に尽力する。
1969年4月、駒澤大学文学部助教授。1975年4月、同教授に就任。1980年4月、同大学院教授。1981年4月、駒澤大学百年史編纂委員。1985年4月、駒澤大学史学会（現：駒沢史学会）会長。1988年4月、国内在外研究員として茨城県立歴史館に1年間留学。1989年3月、学位論文『中世禅林成立史の研究』で博士号（文学、駒澤大）を取得（主査：所理喜夫、副査：渡辺直彦、南和男）。日本宗教史研究会、南島史学会、佛教史学会に所属。
1993年刊行の『中世禅林成立史の研究』（吉川弘文館）では、大休正念『仏源録』の記載から、太平寺仏殿の成立が鎌倉時代であることを論証。国宝としての円覚寺舎利殿を救った。
地方史研究協議会常任委員、秦野市史編さん専門委員、新座市編纂委員、墨田区文化財保護審議会委員、建長寺史編纂委員、板橋区史編さん委員会委員・同調査会古代・中世部会長を歴任。
2000年11月2日、肺癌のため死去、69歳。定年退職まで残り1年、入院して3か月余りだった。

## 著書
- 「日本禅宗の琉球発展について」駒沢大学史学会　1958.12
- 「中世禅林成立史の研究」吉川弘文館　1993.2[8][9]

### 共著
- 「地方文化の伝統と創造」地方史研究協議会編　雄山閣　1976
- 「アジア仏教史. 中国編 4」中村元, 笠原一男, 金岡秀友監修・編集　佼成出版社　1976
- 「日中語文交渉史論叢 : 渡辺三男博士古稀記念」論文集刊行編　桜楓社　1979.4
- 「栄西禅師と臨済宗 第7巻」平野宗浄, 加藤正俊編　吉川弘文館　1985
- 「平林寺史」玉村竹二共著　春秋社　1988.11

### 論文
- CiNii>